# Eberhard Varenhorst
Eberhard Diedrich Varenhorst, född 18 juli 1937 i Verden är en pensionerad tysk läkare och professor inom urologi med fokus på prostatan. Han disputerade vid Linköpings universitet 1980 på avhandlingen Metabolic changes during endoctrine treatment in carcinoma of the prostate.
Varenhorst har varit medförfattare i ett flertal artiklar som publicerats i tidskrifter som BMJ, European Urology, The Prostate, Acta Oncologica och European Journal of Cancer. En av hans mest refererade artiklar handlar om en studie som gjordes i Norrköping under 1987-2010. Studien ämnade svara på frågan om screening för prostatacancer minskar risken för att dö av prostatacancer. Artikeln kommer fram till att det fanns skillnader, men att det var för liten marginal för att med säkerhet kunna säga att screening faktiskt hjälper med att förebygga dödsfall i prostatacancer. Artikeln blev publicerad i den ansedda tidskriften BMJ. NT beskrev artikeln som unik då man har kunnat göra jämförelser över en längre tid, eftersom data från över 20 år använts.

## Artiklar i urval
- The estimated economic value of the welfare loss due to prostate cancer pain in a defined population (2004, tillsammans med 3 andra)
- Diffusion and economic consequences of health technologies in prostate cancer care in Sweden, 1991-2002 (2004, tillsammans med 2 andra)
- Androgen receptor and vitamin D receptor gene polymorphisms and prostate cancer risk (2005, tillsammans med 2 andra)
- Randomised prostate cancer screening trial: 20 year follow-up (2011, tillsammans med 4 andra)